# 마루이

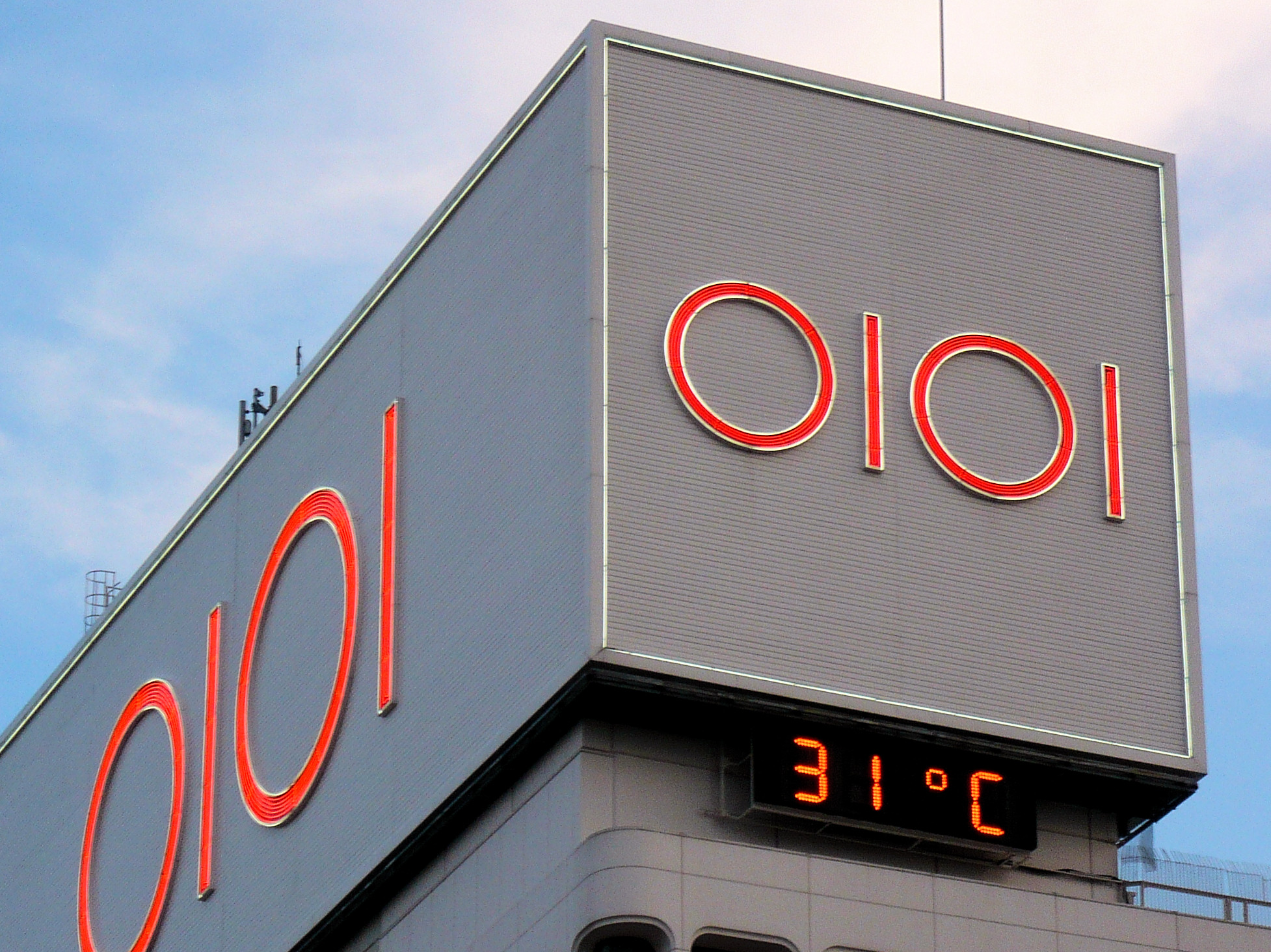
마루이 네온사인

마루이(일본어: 丸井, 영어: MARUI, OIOI)는 일본에서 수도권을 중심으로 상업 시설을 전개하는 기업 중 하나이다.